# Thomas Wolff
Thomas Hartwig Wolff (Nova Iorque, 14 de julho de 1954 – Condado de Kern, 31 de julho de 2000) foi um matemático estadunidense, que trabalhou com análise matemática.
Wolff, sobrinho do matemático Clifford Gardner, estudou na Universidade Harvard, onde obteve o bacharelado em 1975, com um doutorado em 1979 na Universidade da Califórnia em Berkeley, orientado por Donald Sarason, com a tese Some Theorems on Vanishing Mean Oscillation.
Recebeu o Prêmio Salem de 1985. Foi palestrante convidado do Congresso Internacional de Matemáticos em Berkeley, Califórnia (1986: Generalizations of Fatou’s theorem). Recebeu o Prêmio Memorial Bôcher de 1999 por seu trabalho sobre o problema de Kakeya.
Morreu em um acidente automobilístico.

## Obras
- Lectures on harmonic analysis, AMS 2003 (editado por Carol Shubin e Izabella Laba)